# Ommatius minor
Ommatius minor är en tvåvingeart som beskrevs av Carl Ludwig Doleschall 1857. Ommatius minor ingår i släktet Ommatius och familjen rovflugor. Inga underarter finns listade i Catalogue of Life.